# Castelul Gencsy de la Balkány
Castelul Gencsy se află în Balkány, Szabolcs-Szatmár-Bereg, Ungaria.